# Carlo Romanò (Bischof)
Carlo Romanò (* 4. Mai 1789 in Cantù; † 13. November 1855 in Dongo) war ein italienischer Geistlicher, Theologe und Bischof von Como.

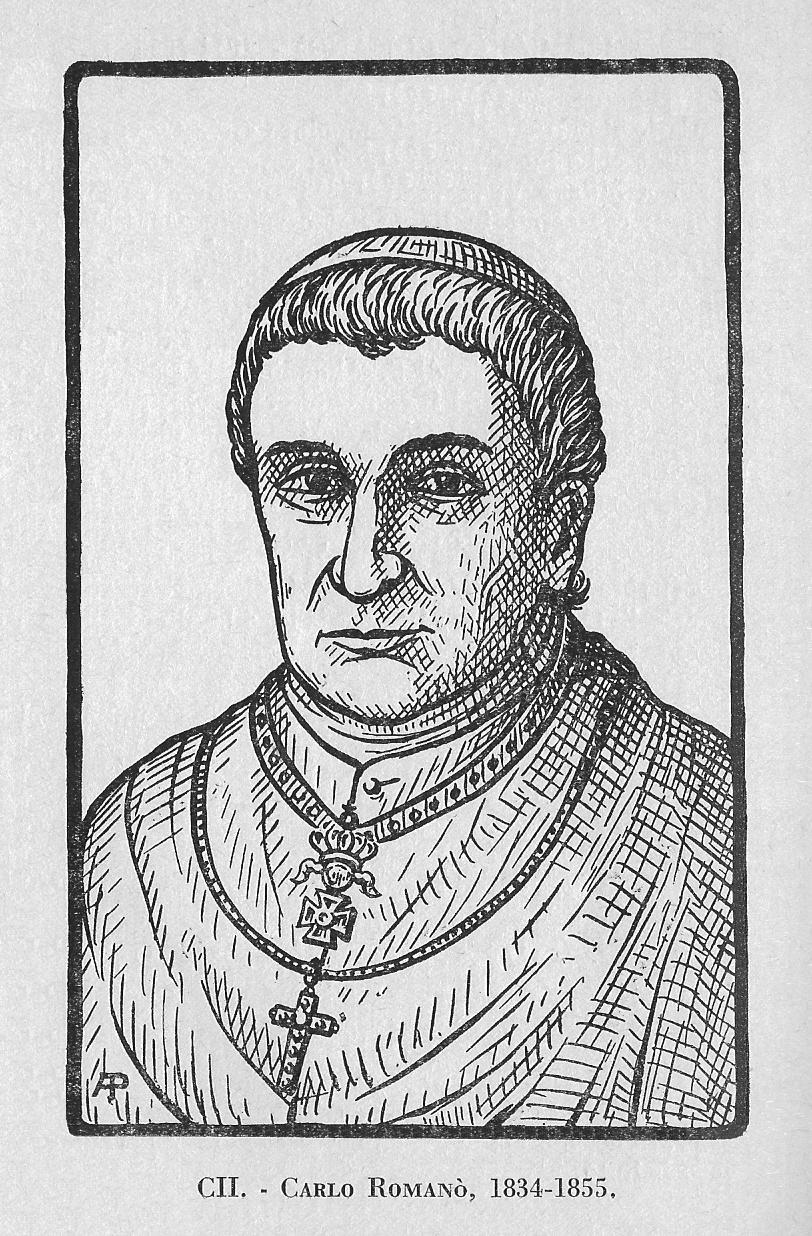
Carlo Romanò Bischof von Como (1821–1831)

## Leben
Carlo begann seine Karriere in der Diözese Como, für die er zum Priester geweiht wurde, als Sekretär seines Vorgängers, Bischof Giambattista Castelnuovo. Nach dessen Tod am 20. Januar 1834 wurde er von Papst Gregor XVI. zu dessen Nachfolger ernannt und wurde am 26. Januar 1834 von Kardinal Carlo Odescalchi zum Bischof geweiht. Er war über zwanzig Jahre im Amt, führte die Arbeit von Castelnuovo fort und leitete die Diözese durch die Jahre des Risorgimentos. Als vielseitig interessierter Mann sammelte er Kunst, Medaillen und naturkundliche Objekte, die das Bistum der Stadt bereicherten.
Ein wichtiges Kapitel des Episkopats von Romanò waren sicherlich die Beziehungen zum Kanton Tessin und dessen Institutionen. Damals gehörten die Pfarreien des Kantons noch zu den Diözesen Como und Mailand (Erzdiözese Mailand). Die verschiedenen Regierungen, die ab 1803 an der Spitze des Kantons aufeinander folgten, wollten die Tessiner Gemeinden von der Einmischung der italienischen Episkopate befreien und hofften auf die Schaffung eines separates Bistum für das Tessin, was jedoch erst 1888 geschah.
Insbesondere die Liberalen, die seit 1839 an der Regierung waren, hatten eine entschlossene Kampagne zur Säkularisierung des Kantons Tessin eingeleitet, was zu heftigen Reaktionen von Bischof Romanò und dem Erzbischof von Mailand Bartolomeo Carlo Romilli führte. Besonders entscheidend war Romanòs Widerstand gegen die zivilen Kirchengesetze, die von der Tessiner Kantonsregierung im Mai 1855, wenige Monate vor seinem Tod, verabschiedet wurden. Bischof Romanò wurde auch von den patriotischen Kreisen Comos wegen seines Verhaltens gegenüber den österreichischen Behörden, das als zu entgegenkommend angesehen wurde, und wegen seiner Kaltschnäuzigkeit anlässlich der Provisorisches Komitee von Como im Jahr 1848 scharf kritisiert.
Außerdem war Romanò Gegenstand eines Pamphlets mit dem Titel Il vescovo di Como, verfasst von dem Comer Patrioten Luigi Dottesio. Darin wurde der Bischof als ein ignoranter und anmaßender Priester, ein Freund Österreichs und Gegner liberaler Prinzipien. Auf den Tod von Carlo Romanò folgten drei Jahre des Stillstands bei der Ernennung der Bischöfe der Diözese, und sein Nachfolger, Giuseppe Marzorati, kam erst 1858, zu Beginn des Sardinischen Kriegs.